# Mesene pyrippe
Mesene pyrippe is een vlindersoort uit de familie van de prachtvlinders (Riodinidae), onderfamilie Riodininae.
Mesene pyrippe werd in 1874 beschreven door Hewitson.